# Javier Correa Elías
Francisco Javier Correa Elías, (Lima, 12 de mayo de 1898 - ibídem, 22 de mayo de 1978) abogado, diplomático y político peruano. Fue ministro de Relaciones Exteriores (1945-1946) y uno de los fundadores del Partido Demócrata Cristiano (1955), cuya presidencia ejerció.

## Biografía
Fue hijo de Guillermo Correa Veyán y María Albina Elías Espantoso. Por su lado paterno, fue sobrino del político y diplomático Eugenio Larrabure y Unanue. Estudió en el Colegio Sagrados Corazones Recoleta. Pasó luego a la Universidad Nacional Mayor de San Marcos donde se graduó de abogado en 1921. Ingresó en el servicio diplomático de la Cancillería en 1915, en el que tuvo una carrera ascendente; también laboró en la Pontificia Universidad Católica del Perú.
Contrajo matrimonio con Violeta Miller Maertens con la que tuvo cinco hijos:
- Javier Correa Miller (médico), ex Ministro de Salud del Perú.
- Violeta Correa Miller, casada con el Presidente Fernando Belaúnde Terry y primera dama del Perú.
- Fernando Correa Miller (arquitecto), casado con María Malachowski Benavides, hija del arquitecto polaco Ricardo de Jaxa Malachowski.
- Gustavo Correa Miller (notario público), casado con Dolores Sabogal Morzán y padre de Mariana Correa Sabogal (esposa del empresario Eduardo Hochschild Beeck).
- Ana María Correa Miller, casada con Antonio Haaker Graña.

## Vida profesional
En 1945 apoyó la candidatura presidencial de José Luis Bustamante y Rivero, y tras su triunfo fue nombrado Ministro de Relaciones Exteriores, cargo que ejerció de 28 de julio de 1945 a 24 de enero de 1946, siendo sucedido por Enrique García Sayán. Pasó luego a ser embajador de Perú en Santiago de Chile. Al producirse el golpe de Estado del general Manuel A. Odría renunció a su cargo diplomático.
En 1955, finalizando el gobierno de Odría, Correa se contó entre los fundadores del Partido Demócrata Cristiano, junto con Héctor Cornejo Chávez, Mario Polar, Luis Bedoya Reyes, Roberto Ramírez del Villar, Ismael Bielich Flores, y otros. Años después ejerció la presidencia de su partido, el cual se alió con Acción Popular apoyando la candidatura presidencial de Fernando Belaúnde Terry en 1963.
Tras abandonar el servicio diplomático ejerció como notario público.
| Predecesor: Manuel C. Gallagher Canaval | Ministro de Relaciones Exteriores del Perú 28 de julio de 1945 a 24 de enero de 1946 | Sucesor: Enrique García Sayán |